# Чамли, Сибил, маркиза Чамли
Сибил Рэйчел Бетти Сесиль Чамли, маркиза Чамли (англ. Sybil Rachel Betty Cecile Cholmondeley, Marchioness of Cholmondeley (урождённая Сибил Рэйчел Бетти Сесиль Сассун (англ. Sybil Rachel Betty Cecile Sassoon; 20 января 1894 года — 26 декабря 1989 года))) — британская светская львица, меценатка, маркиза Чамли, графиня Роксэвидж и главный штабной офицер Женской вспомогательной службы ВМС во время Второй мировой войны (1939—1946). Она принадлежала к известным семьям Сассун и Ротшильд. Была удостоена Ордена Британской империи в 1920 году.

## Происхождение
Сибил и её брат Филипп были потомками иракской семьи Сассун, семьи мизрахимов, которые разбогатели в Британской Индии и позже переселились в Лондон. Мать Сибил и Филиппа была из семьи Ротшильдов.

## Биография
Родилась в 1894 году 20 января. Сибил стала графиней Роксэвидж, когда вышла замуж за Джорджа Чамли в 1913 году, а в 1923 году стала маркизой Чамли после смерти своего тестя. Её муж унаследовал замок Чамли и стал пятым маркизом Чамли, графом Роксэвидж и виконтом Мальпасом. Пара с 1919 года жила в Хоутон-холл, семейной резиденции Чамли в Норфолке. В 1920 году была удостоена Ордена Британской империи. В 1939—1946 годах была главным штабным офицером Женской вспомогательной службы ВМС. У Сибил было три ребёнка: леди Алина Кэролайн Чамли (1916—2015), Хью Чамли, 6-й маркиз Чамли (1919—1990) и лорд Джон Джордж Чамли (1920—1986). Маркизом Чамли, по состоянию на 2018 год, является её внук.

### Роль в основании Женской вспомогательной службы ВМС
В 1917 году, во время Первой мировой войны, была основана Женская вспомогательная служба ВМС. Эта служба была основана по предложению Сибил, которая была знакома с бывшим премьер-министром Великобритании Дэвидом Ллойдом Джорджом.